# Chuyện nhà họ Quách
《Chuyện nhà họ Quách》(tên tiếng Hoa: 我家無難事; tên tiếng Anh: The Kwoks And What; tên khác:《Nhà tôi không chuyện khó》) là bộ phim hài tình cảm gia đình của Hồng Kông do TVB sản xuất ra mắt năm 2021. Với sự tham gia diễn xuất của Bào Khởi Tịnh, Mã Đức Chung, Dương Minh, Xa Uyển Uyển, Đường Thi Vịnh cùng các diễn viên phụ khác như Quan Lễ Kiệt, Vương Quân Hinh, Hồ Bội, Từ Vinh, Huỳnh Gia Lạc, Lưu Tư Hy, Dương Trác Na, Nguyễn Hạo Tông, Đàm Vĩ Quyền và Mã Hải Luân.
Phim cũng là một trong những bộ phim được giới thiệu tại Hội chợ Triển lãm Điện ảnh và Truyền hình Quốc tế Hồng Kông năm 2021.

## Nội dung
Bằng nghề dạy làm khuy áo hoa, bà Quách La Mỹ Lan (do Bào Khởi Tịnh đóng) đã một mình nuôi 3 đứa con khôn lớn. Nhưng tưởng đến tuổi "thất thập cổ lai hy", bà sẽ được hưởng một cuộc sống nhàn nhã, sum vầy bên con cháu. Nào ngờ, trước ngày sinh nhật lần thứ 70, bà Lan phát hiện mỗi người con của mình đều đang có một nỗi khổ riêng. Con trai cả Quách Đắc Cần (do Mã Đức Chung đóng) làm ăn thất bại, phải ly hôn với vợ, là Điền Vũ Phi (do Đường Thi Vịnh đóng). Con gái giữa Quách Đắc Bảo (do Xa Uyển Uyển đóng) vừa chia tay bạn trai, lại xích mích với con ruột, là Quách Cảnh Hiên (do Hồ Bội đóng). Con trai út Quách Đắc Minh (do Dương Minh đóng) bị liên lụy với Cần, phải sống cảnh thất nghiệp. Bà Lan đành tìm mọi cách để giúp đỡ các con, với sự hỗ trợ của cô học trò yêu quý – Trang Trí Trừng (do Vương Quân Hinh đóng). Nhưng khó khăn chưa được giải quyết xong, mâu thuẫn giữa Cần và các em ngày càng căng thẳng, ngay lúc đó, một người đàn ông bí ẩn xuất hiện. Đó là Quách Trung Thạch (do Quan Lễ Kiệt đóng). Thạch khăng khăng khẳng định mình có một nửa quyền sở hữu căn nhà họ Quách, khiến cả gia đình đứng ngồi không yên...

## Diễn viên

### Nhà họ Quách
| Diễn viên                 | Vai diễn          | Miêu tả |
| ------------------------- | ----------------- | --- |
| Mã Đức Chung              | Quách Sanh        | Chồng quá cố của La Mỹ Lan Anh trai quá cố của Quách Trung Thạch Cha quá cố của Quách Đắc Cần và Quách Đắc Bảo Bác quá cố của Quách Đắc Minh Ông ngoại quá cố của Quách Cảnh Hiên Ba chồng quá cố của Điền Vũ Phi Đã qua đời sớm |
| Dương Trác Na(lúc trẻ)    | La Mỹ Lan         | Người dạy làm khuy áo hoa Vợ của Quách Sanh Mẹ của Quách Đắc Cần và Quách Đắc Bảo Mẹ của Quách Đắc Minh nhưng thực sự là dì của anh, bà đã che đậy sự thật trong nhiều năm qua Chị dâu của Quách Trung Thạch Bà ngoại của Quách Cảnh Hiên Mẹ chồng của Điền Vũ Phi Sư phụ của Trang Trí Trừng Mục tiêu đối đầu của Mã Hải Luân Người luôn bảo vệ gia sản của nhà họ Quách trước Chu Chí Kiên |
| Bào Khởi Tịnh             | La Mỹ Lan         | Người dạy làm khuy áo hoa Vợ của Quách Sanh Mẹ của Quách Đắc Cần và Quách Đắc Bảo Mẹ của Quách Đắc Minh nhưng thực sự là dì của anh, bà đã che đậy sự thật trong nhiều năm qua Chị dâu của Quách Trung Thạch Bà ngoại của Quách Cảnh Hiên Mẹ chồng của Điền Vũ Phi Sư phụ của Trang Trí Trừng Mục tiêu đối đầu của Mã Hải Luân Người luôn bảo vệ gia sản của nhà họ Quách trước Chu Chí Kiên |
| Nguyễn Hạo Tông (lúc trẻ) | Quách Trung Thạch | Thạch Ca Cựu tù nhân / Trùm ma túy Em trai của Quách Sanh Em rể của La Mỹ Lan Chú của Quách Đắc Cần, luôn mâu thuẫn với anh nhưng sau đó đã làm hòa với nhau Chú của Quách Đắc Bảo Chú của Quách Đắc Minh nhưng thực sự là cha của anh, ông đã che đậy sự thật trong nhiều năm qua Chú của Điền Vũ Phi Kẻ thù của Trang Trí Viễn nhưng về sau đã làm hòa và hợp tác với nhau Anh em kết nghĩa của Chu Chí Kiên nhưng sau đã trở mặt Đại ca của Đường Gia Lân, Đổng Kính Văn, Trình Hạo Tuấn, Dư Ứng Đồng và Trần Vĩ Hồng Bạn của Đới Diệu Minh |
| Quan Lễ Kiệt              | Quách Trung Thạch | Thạch Ca Cựu tù nhân / Trùm ma túy Em trai của Quách Sanh Em rể của La Mỹ Lan Chú của Quách Đắc Cần, luôn mâu thuẫn với anh nhưng sau đó đã làm hòa với nhau Chú của Quách Đắc Bảo Chú của Quách Đắc Minh nhưng thực sự là cha của anh, ông đã che đậy sự thật trong nhiều năm qua Chú của Điền Vũ Phi Kẻ thù của Trang Trí Viễn nhưng về sau đã làm hòa và hợp tác với nhau Anh em kết nghĩa của Chu Chí Kiên nhưng sau đã trở mặt Đại ca của Đường Gia Lân, Đổng Kính Văn, Trình Hạo Tuấn, Dư Ứng Đồng và Trần Vĩ Hồng Bạn của Đới Diệu Minh |
| Lê Ngạo Hiên (lúc nhỏ)    | Quách Đức Cần     | Duncan Người mẫu Con trai cả của Quách Sanh và La Mỹ Lan Anh cả của Quách Đắc Bảo và Quách Đắc Minh Bác của Quách Cảnh Hiên Cháu của Quách Trung Thạch, luôn mâu thuẫn với ông nhưng sau đó đã làm hòa với nhau Chồng của Điền Vũ Phi nhưng sau đó đã ly hôn, cuối cùng cả hai dần có tình cảm lại với nhau Anh rể của Điền Vũ Băng Tình địch của Lăng Diệc Hòa Có tình cảm với Erica Sau đó, cùng Quách Trung Thạch giải cứu Quách Đắc Minh                                                                                                   |
| Mã Tại Tương(lúc trẻ)     | Quách Đức Cần     | Duncan Người mẫu Con trai cả của Quách Sanh và La Mỹ Lan Anh cả của Quách Đắc Bảo và Quách Đắc Minh Bác của Quách Cảnh Hiên Cháu của Quách Trung Thạch, luôn mâu thuẫn với ông nhưng sau đó đã làm hòa với nhau Chồng của Điền Vũ Phi nhưng sau đó đã ly hôn, cuối cùng cả hai dần có tình cảm lại với nhau Anh rể của Điền Vũ Băng Tình địch của Lăng Diệc Hòa Có tình cảm với Erica Sau đó, cùng Quách Trung Thạch giải cứu Quách Đắc Minh                                                                                                   |
| Mã Đức Chung              | Quách Đức Cần     | Duncan Người mẫu Con trai cả của Quách Sanh và La Mỹ Lan Anh cả của Quách Đắc Bảo và Quách Đắc Minh Bác của Quách Cảnh Hiên Cháu của Quách Trung Thạch, luôn mâu thuẫn với ông nhưng sau đó đã làm hòa với nhau Chồng của Điền Vũ Phi nhưng sau đó đã ly hôn, cuối cùng cả hai dần có tình cảm lại với nhau Anh rể của Điền Vũ Băng Tình địch của Lăng Diệc Hòa Có tình cảm với Erica Sau đó, cùng Quách Trung Thạch giải cứu Quách Đắc Minh                                                                                                   |
| Đường Thi Vịnh            | Điền Vũ Phi       | Faye Thiên kim tiểu thư Vợ của Quách Đức Cần nhưng sau đó đã ly hôn, cuối cùng cả hai dần có tình cảm lại với nhau Con dâu cả của Quách Sanh và La Mỹ Lan Chị dâu của Quách Đắc Bảo và Quách Đắc Minh Chị của Điền Vũ Băng Đối tượng theo đuổi của Lăng Diệc Hòa Tình địch của Erica |
| Từ Xước Ân (lúc nhỏ)      | Quách Đắc Bảo     | Double Con gái của Quách Sanh và La Mỹ Lan Em gái của Quách Đắc Cần Chị gái của Quách Đắc Minh Mẹ của Quách Cảnh Hiên Cháu của Quách Trung Thạch Em chồng của Điền Vũ Phi Có một mối tình cay đắng với Từ Vinh Luôn có cảm xúc căng thẳng |
| Giản Thục Nhi (lúc trẻ)   | Quách Đắc Bảo     | Double Con gái của Quách Sanh và La Mỹ Lan Em gái của Quách Đắc Cần Chị gái của Quách Đắc Minh Mẹ của Quách Cảnh Hiên Cháu của Quách Trung Thạch Em chồng của Điền Vũ Phi Có một mối tình cay đắng với Từ Vinh Luôn có cảm xúc căng thẳng |
| Xa Uyển Uyển              | Quách Đắc Bảo     | Double Con gái của Quách Sanh và La Mỹ Lan Em gái của Quách Đắc Cần Chị gái của Quách Đắc Minh Mẹ của Quách Cảnh Hiên Cháu của Quách Trung Thạch Em chồng của Điền Vũ Phi Có một mối tình cay đắng với Từ Vinh Luôn có cảm xúc căng thẳng |
| Dương Minh                | Quách Đắc Minh    | Damien Nhà thiết kế Con trai út của La Mỹ Lan nhưng thực sự là dì của anh và đã bị che giấu trong nhiều năm qua Em trai của Quách Đắc Cần và Quách Đắc Bảo Chú út của Quách Cảnh Hiên Cháu trai của Quách Trung Thạch nhưng thực sự là cha của anh và đã bị che giáu trong nhiều năm qua Em chồng của Điền Vũ Phi Có tình cảm với Trang Trí Trừng Có mối quan hệ với Phàn Diệc Mẫn Người tình trong mộng của Phùng Diệu Sơn Sau đó bị bắt cóc bởi Chu Chí Kiên                                                                                 |
| Hồ Bội                    | Quách Cảnh Hiên   | Danny 25 tuổi Nhân viên phục vụ tại Quán cà phê Bán Khắc Cháu của Quách Sanh và La Mỹ Lan, sống với họ từ nhỏ Con của Quách Đắc Bảo Cháu của Quách Đắc Cần, Điền Vũ Phi và Quách Đắc Minh Cháu của Quách Trung Thạch Cấp dưới của Từ Vinh Thích thầm Trang Trí Trừng Có tình cảm với Cổ Bội Linh |

### Nhà họ Điền
| Diễn viên      | Vai diễn     | Miêu tả |
| -------------- | ------------ | --- |
| Đường Thi Vịnh | Điền Vũ Phi  | Faye Thiên kim tiểu thư Chị của Điền Vũ Băng Vợ của Quách Đắc Cần nhưng sau đó đã ly hôn, cuối cùng cả hai dần có tình cảm lại với nhau Cháu dâu của Quách Trung Thạch Xem tại Nhà họ Quách |
| Lưu Tư Hy      | Điền Vũ Băng | Thiên kim tiểu thư Em của Điền Vũ Phi Em vợ của Quách Đắc Cần Thích thầm Phùng Diệu Sơn |

### Nhà họ Trang
| Diễn viên       | Vai diễn        | Miêu tả |
| --------------- | --------------- | --- |
| Phùng Tố Ba     |                 | Trang Lão thái Mẹ của Trang Trí Viễn và Trang Trí Trừng |
| Đàm Vĩ Quyền    | Trang Trí Viễn  | Sếp Trang, Hồ Tu Tử Cảnh sát Con của Trang Lão thái Anh của Trang Trí Trừng Sếp của Vương Trí Thích và Mạch Gia Cam Kẻ thù của Quách Trung Thạch nhưng sau đã làm hòa và hợp tác với nhau |
| Vương Quân Hinh | Trang Trí Trừng | Trừng Trừng Thợ thêu phương Tây Con của Trang Lão thái Em của Trang Trí Viễn Học nghề thêu của La Mỹ Lan Một nhà thiết kế thời trang đầy nhiệt huyết Luôn tận hưởng cuộc sống một cách chậm rãi Có tình cảm với Quách Đắc Minh Là người trong mộng của Quách Cảnh Hiên Tình địch của Phàn Diệc Mẫn |

### Quán cà phê Nửa Khắc (1/2 Moments Coffee)
| Diễn viên     | Vai diễn                   | Miêu tả |
| ------------- | -------------------------- | --- |
| Ngô Thụy Đình |                            | Bosco Chủ của Quán cà phê Bán Khắc Sếp của Từ Vinh, Quách Cảnh Hiên và Cổ Bội Linh |
| Từ Vinh       |                            | Quản lý của Quán cà phê Bán Khắc Con trai của Mã Hải Luân Cấp trên của Quách Cảnh Hiên và Cổ Bội Linh Cấp dưới của Bosco Có một mối tình cay đắng với Quách Đắc Bảo Đối tượng theo đuổi của Phạm Văn Nhã |
| Hồ Bội        | Quách Cảnh Hiên            | Danny Nhân viên phục vụ tại Quán cà phê Bán Khắc Cấp dưới của Bosco và Từ Vinh Có tình cảm với Cổ Bội Linh Xem tại Nhà họ Quách                                                                          |
| Cổ Bội Linh   |                            | Nhân viên phục vụ tại Quán cà phê Bán Khắc Cấp dưới của Bosco và Từ Vinh Có tình cảm với Quách Cảnh Hiên                                                                                                 |
| La Dung Hân   | Người mẫu quảng cáo cà phê | Người đại diện của Quán cà phê Bán Khắc |

### Diễn viên khác
| Diễn viên        | Vai diễn         | Miêu tả |
| ---------------- | ---------------- | --- |
| Huỳnh Gia Lạc    | Phùng Diệu Sơn   | Mountain Khách hàng mua đồ thời trang Thích thầm Quách Đắc Minh Người trong mộng của Điền Vũ Băng |
| Mã Hải Luân      |                  | Mẹ của Từ Vinh Luôn chống đối La Mỹ Lan Luôn tác hợp cho Từ Vinh với Phạm Văn Nhã |
| Huỳnh Kiến Đông  | Larry            | Quản lý của Quách Đắc Cần |
| Phó Gia Lợi      | Erica            | Người mẫu Có tình cảm với Quách Đắc Cần Tình địch của Điền Vũ Phi |
| Đới Diệu Minh    |                  | Cựu tù nhân Bạn của Quách Trung Thạch |
| Hà Khải Nam      | Chu Chí Kiên     | Da heo, Tiêm Ca Nhân vật phản diện cuối cùng Thủ lĩnh băng đảng Anh em kết nghĩa của Quách Trung Thạch nhưng sau đã trở mặt Đại ca của Đường Gia Lân, Đổng Kính Văn, Trình Hạo Tuấn, Dư Ứng Đồng và Trần Vĩ Hồng Luôn tìm cách chiếm đoạt gia sản của nhà họ Quách khỏi tay La Mỹ Lan Sau đó, bắt cóc Quách Đắc Minh |
| Đổng Kính Văn    |                  | Thành viên của băng đảng Đàn em của Chu Chí Kiên và Quách Trung Thạch |
| Đỗ Đại Vĩ        | Lăng Diệc Hòa    | Sam Quản lý ngân hàng Theo đuổi Điền Vũ Phi Tình địch của Quách Đắc Cần |
| Phàn Diệc Mẫn    |                  | Có mối quan hệ với Quách Đắc Minh Tình địch của Trang Trí Trừng và Phùng Diệu Sơn |
| Viên Trấn Nghiệp |                  | |
| Phạm Văn Nhã     |                  | Theo đuổi Từ Vinh |
| Huỳnh Gia Văn    |                  | |
| Huỳnh Tuấn Hào   | Trương Lực Hành  | Có tình cảm với Quách Đắc Bảo |
| Đường Gia Lân    |                  | Thành viên của băng đảng Đàn em của Chu Chí Kiên và Quách Trung Thạch |
| Dư Ứng Đồng      |                  | Thành viên của băng đảng Đàn em của Chu Chí Kiên và Quách Trung Thạch |
| Trần Vĩ Hồng     |                  | Thành viên của băng đảng Đàn em của Chu Chí Kiên và Quách Trung Thạch |
| Trình Hạo Tuấn   |                  | Thành viên của băng đảng Đàn em của Chu Chí Kiên và Quách Trung Thạch |
| Mạch Gia Cam     |                  | Cảnh sát Cấp dưới của Trang Trí Viễn |
| Giang Gia Mẫn    |                  | |
| La Dung Hân      |                  | |
| Vương Trí Thích  |                  | Cảnh sát Cấp dưới của Trang Trí Viễn |
| Khâu Lạp Bằng    | Chí Ma           | Nhà thơ (xuất hiện trong tập 9, 17 và 18) |
| Tăng Kiện Minh   | Thầy thuốc Trung | |
| Thôi Cẩm Đường   | Phú nhị đại      | |
| Vệ Chí Hào       |                  | |
| Lưu Thiên Long   |                  | |
| Dung Thiên Hựu   |                  | |
| Phan Quán Lâm    |                  | Xuất hiện trong tập 18 |
| Lý Thiến Hằng    |                  | |
| Hứa Tư Mẫn       |                  | Hàng xóm của nhà họ Quách |

## Xếp hạng
Thống kê lượt xem của phim trên kênh TVB Jade:
| Tuần | Tập phim | Ngày phát sóng                        | Ratings | Nhận xét |
| ---- | -------- | ------------------------------------- | ------- | -------- |
| 1    | 01－05   | 13 tháng 9, 2021 - 17 tháng 9, 2021   |         |          |
| 2    | 06－10   | 20 tháng 9, 2021 - 24 tháng 9, 2021   |         |          |
| 3    | 11－15   | 37 tháng 9, 2021 - 1 tháng 10, 2021   |         |          |
| 4    | 16－20   | 4 tháng 10, 2021 - 8 tháng 10, 2021   |         |          |
| 5    | 21－25   | 11 tháng 10, 2021 - 15 tháng 10, 2021 |         |          |
| Tổng |          |                                       |         |          |

## Ký sự
- Ngày 14 tháng 9, 2020: Phim tổ chức họp báo để trình diễn thử lúc 12:30.[7]
- Ngày 22 tháng 10, 2020: Họp báo khai mạc chương trình nghi thức bái thần.[8]
- Ngày 20 tháng 12, 2020: Phim chính thức đóng máy.
- Ngày 10 tháng 9, 2021: Họp báo quảng bá phim lúc 15:00.

## Giai thoại
- Đây là bộ phim đầu tiên của Dương Minh sau khi trở lại làm việc
- Đây là bộ phim có sự quy tụ hầu hết của dàn diễn viên trong các phim《Kiêu hùng》,《Đặc cảnh sân bay》và《Vạch tội》đồng thời giám chế Vương Tâm Úy của bộ phim này cũng là giám chế của các bộ phim trên
- Đây là bộ phim thứ hai của Bào Khởi Tịnh trên TVB sau《Cộng sự》[9]
- Đây là bộ phim đầu tiên của Huỳnh Gia Văn trên TVB
- Đây là bộ phim tái xuất trong vai diễn chính-phản diện của Quan Lễ Kiệt sau《Ân oán truyền kiếp》đồng thời đây cũng là bộ phim chia tay của Quan Lễ Kiệt trên TVB
- Đây là bộ phim chia tay của Phạm Văn Nhã trên TVB
- Đây là bộ phim hợp tác tiếp theo của Quan Lễ Kiệt và Phó Gia Lợi sau《Thông điệp tình yêu》
- Bộ phim ban đầu được dự kiến sẽ phát sóng vào ngày 19 tháng 7, 2021 nhưng sau đó, do sự phát sóng của《Thanh mộng truyền kỳ》,《TVB All Star Games》,《Lễ khai mạc Olympic Tokyo 2020》nên đã bị hoãn 3 tháng sang ngày 9 tháng 8, 2021
- Sau khi bị hoãn đến ngày 9 tháng 8, 2021, do sự ủng hộ của vận động viên Hồng Kông bộ môn Đấu kiếm – Trương Gia Lãng dành được huy chương vàng tại Thế vận hội Mùa hè 2020 nên bộ phim chuyển sang khởi chiếu vào ngày 13 tháng 9, 2021 để nhường suất chiếu cho《Thất công chúa》vì phim này có sự xuất hiện của một nhân vật liên quan đến bộ môn Đấu kiếm[10]